# Selección de bádminton de Groenlandia
La selección de bádminton de Groenlandia es un equipo de bádminton ubicado en Groenlandia y representa a la nación de Groenlandia en las competiciones internacionales de equipos de bádminton . Está controlado por la Federación de Bádminton de Groenlandia, el organismo rector del bádminton en Groenlandia.

## Participaciones

### Sudirman Cup
| Año  | Resultado     |
| ---- | ------------- |
| 2019 | 31° - Grupo 4 |

### Campeonatos Europeos

#### Equipo masculino
| Año  | Resultado      |
| ---- | -------------- |
| 2018 | Fase de grupos |
| 2020 | Fase de grupos |

#### Equipo femenino
| Año  | Resultado      |
| ---- | -------------- |
| 2018 | Fase de grupos |